# رول (خواننده)
رول (انگلیسی: Ruel؛ زادهٔ ۲۹ اکتبر ۲۰۰۲) موسیقی‌دان اهل استرالیا است. وی از سال ۲۰۱۷ میلادی تاکنون مشغول فعالیت بوده‌است. ترانه‌های به من نگو و جوونتر از وی معروف هستند.